# 다중선형대수학
수학에서 다중선형대수학(multilinear algebra)은 선형대수학을 확장한 것이다.

## 역사적 배경
19세기에 나타난 다중선형사상의 개념은 카를 프리드리히 가우스가 곡면에 대한 미분기하학을 만들 때 등장하였고 얼마 뒤 헤르만 그라스만도 선형대수학을 연구하면서 도입하였다. 여러 수학에서 중요할 뿐만 아니라 일반상대론, 양자장론같은 수학적 모델링을 하는 많은 분야에서 사용된다. 다중선형사상은 초기에 텐서라고 불렸으며, 이를 정식화하여 '텐서 해석학' 혹은 '텐서장의 텐서 미적분학' 등으로 불리는 분야가 출현했는데, 여기에서 다중선형대수학의 기원을 찾을 수 있을 것이다. 20세기 중반에 들어서서 텐서의 개념은 니콜라 부르바키의 영향을 받아 보다 추상적으로 구성되었는데, 특히 '다중선형대수학'이라는 단어 자체도 부르바키의 저서 《수학 원론》 2권(대수학)의 3장 제목인 "Algèbre multilinéaire"에서 유래한 것으로 추정된다.

## 같이 보기
- 기하적 대수학
- 클리퍼드 대수
- 크라메르 법칙
- 아인슈타인 표기법
- 외대수
- 외적
- 크로네커 델타
- 레비치비타 기호
- 유사벡터
- 스피너
- 텐서
- 텐서 대수
- 대칭 대수